# Martin-pêcheur d'Europe
Alcedo atthis
Espèce
Répartition géographique
   ////  en période de reproduction 

   ////  présent toute l’année 

   ////  hors période de reproduction 

Statut de conservation UICN

 LC  : Préoccupation mineure
Le Martin-pêcheur d'Europe (Alcedo atthis)  est une espèce d'oiseaux, espèce type de la famille des Alcedinidae. Cet oiseau est un bioindicateur de la qualité d'un milieu aquatique.

## Morphologie

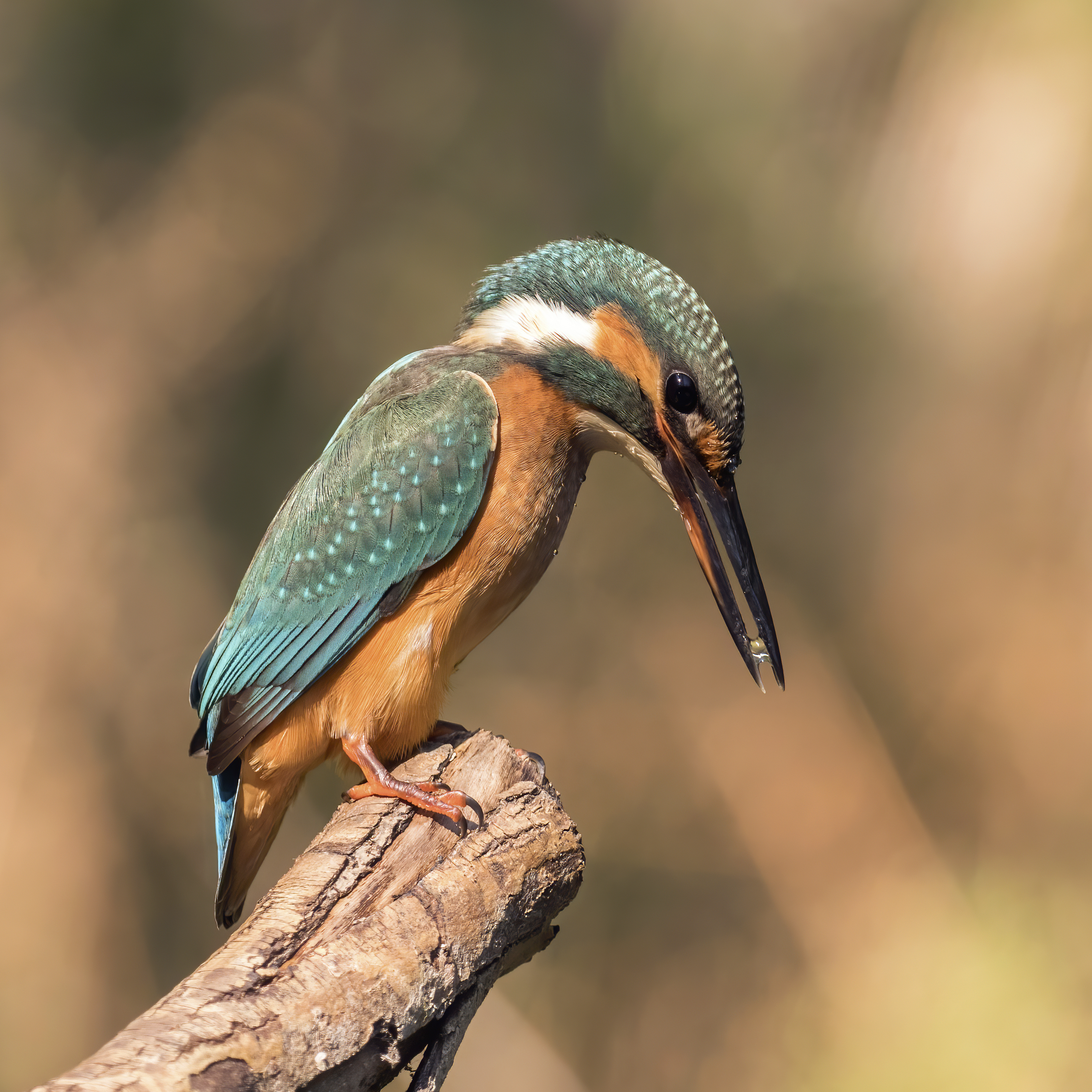
Martin-pêcheur d'Europe femelle.

Ses principales caractéristiques sont :
- une livrée brillante et très colorée (bleue sur le dessus de la tête, le dos et les ailes ; rousse et blanche en dessous ; croupion bleu cobalt),
- un bec long et fin,
- un corps court et trapu,
- une taille approximative de seize cm[1] et un poids, approximatif lui aussi, de 35 g[2].

Son bleu étincelant provient des reflets prismatiques de la lumière sur les structures minuscules de ses plumes.
Le sexe des martins-pêcheurs se différencie à la couleur du bec : presque tout noir chez le mâle ; chez la femelle, la mandibule est du même rose orangé que les pattes.

## Comportement
Le Martin pêcheur est plutôt solitaire hors de la saison de reproduction.

### Alimentation
C'est un oiseau qui se nourrit de petits poissons (quatre à sept cm) et de petits animaux aquatiques (insectes notonectes, crustacés gammares et batraciens). C'est pourquoi il vit à proximité des étendues d'eau, où il peut se nourrir en abondance. Sa proie repérée, généralement depuis un perchoir, il plonge en percutant violemment la surface de l'eau, l'attrape, puis l'avale tête la première dans le sens des écailles. Si elle n'est pas dans le bon sens, il la lance en l'air et la rattrape avec agilité dans le sens qui lui convient. Il  ingurgite sa proie d'un seul coup. Après digestion, il rejette par la bouche une pelote de réjection constituée des arêtes des derniers poissons digérés. Le rejet de cette pelote est précédé de ce qui ressemble à des bâillements.
Quand le poisson est destiné à être livré aux juvéniles, le martin-pêcheur le retourne pour le présenter tête en avant. L'adulte rentre alors dans le couloir de sa niche et sert celui des petits qui attend son tour dans un mouvement de « noria » bien régulé au fond de la cavité. En période de nourrissage, un adulte peut capturer jusqu'à 70 ou 80 poissons dans la journée, ce qui implique une activité permanente. En grandissant, la noria se désorganise et peut laisser place à plus de compétition.

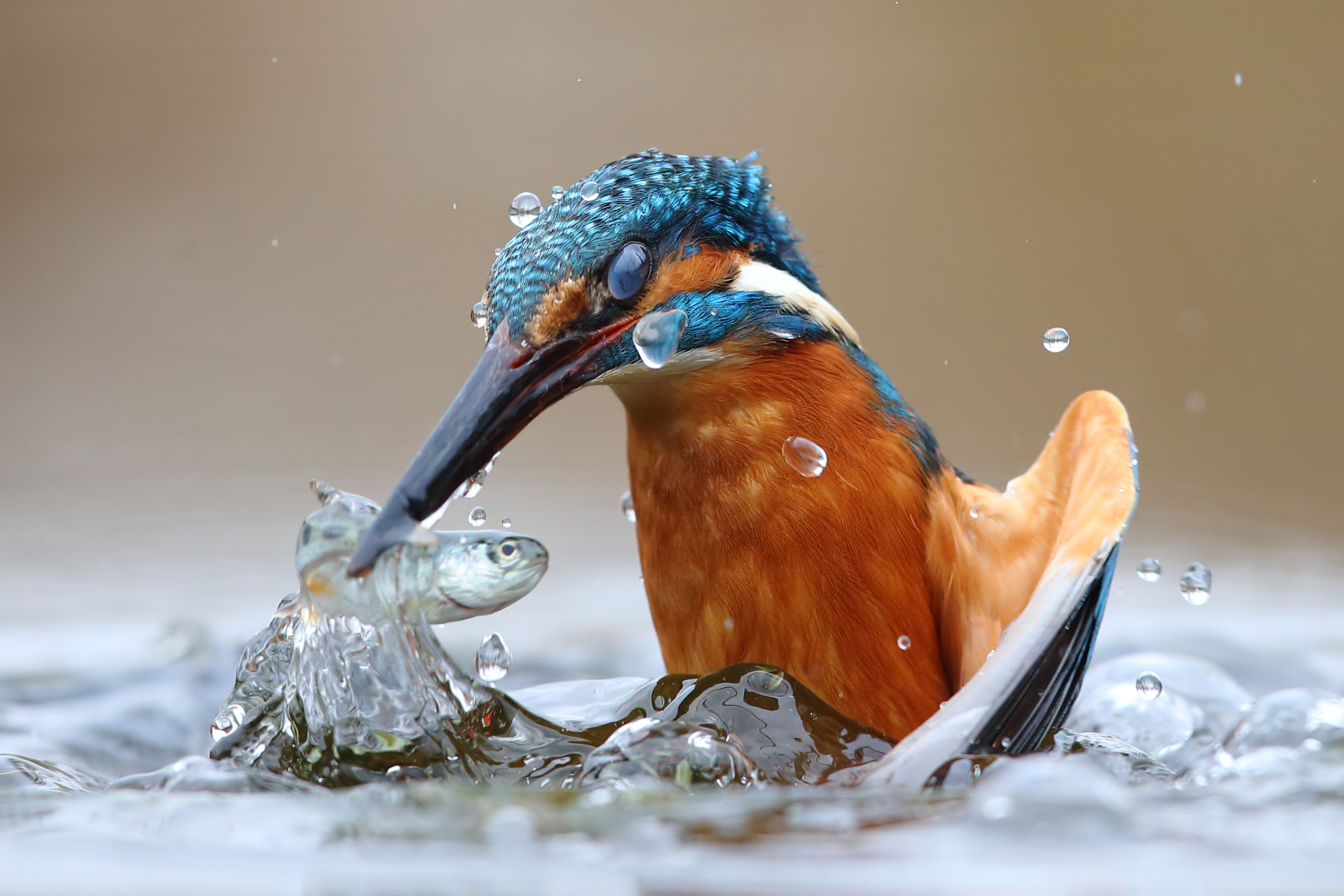
Martin-pêcheur d'Europe pêchant dans la réserve naturelle près du Pô.
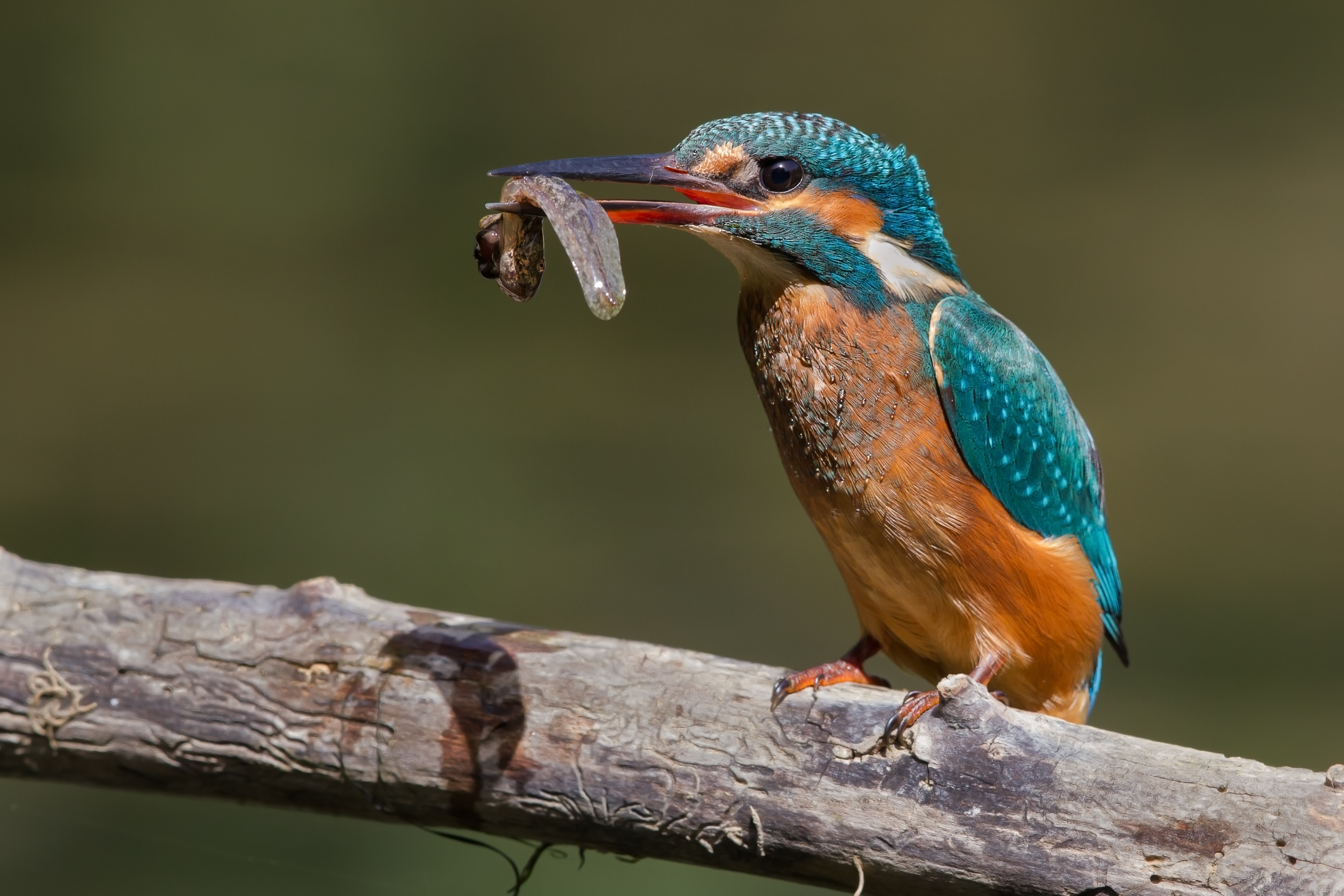
Capture d’un têtard.
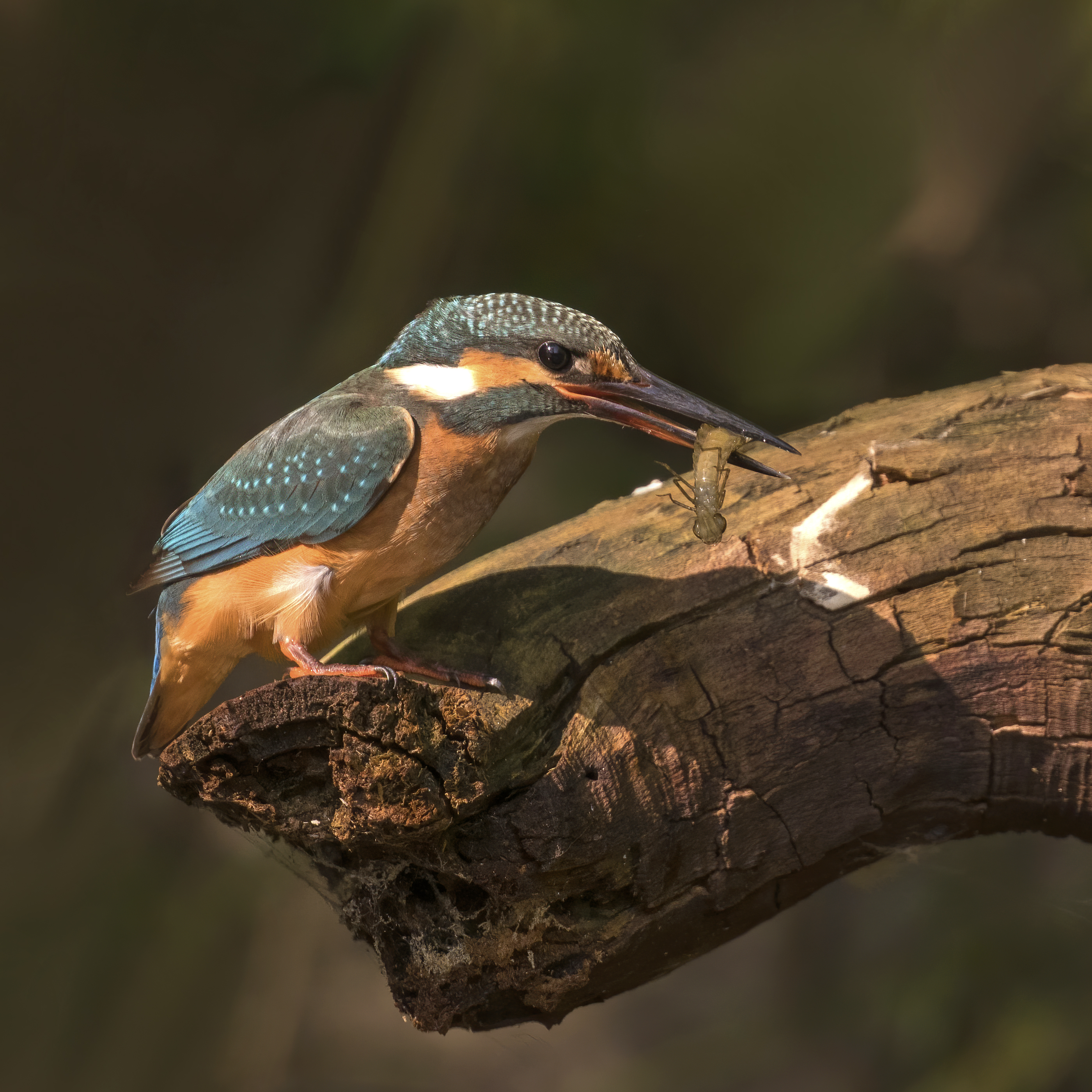
Martin-pêcheur d'Europe femelle ayant attrapé une larve de libellule, près de Kecskemét en Hongrie.
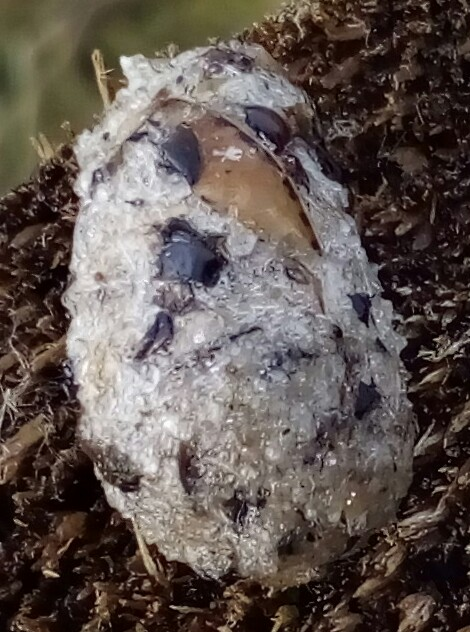
Pelote de réjection.

L'oiseau, très vivace, parcourt un circuit sur son territoire en se posant sur des perchoirs qu'il connaît, bien disposés pour guetter ses proies. Si sa position est assez haute, il plonge en flèche directement, et ressort aussi rapidement de l'eau grâce à la poussée d'Archimède résultant de l'air emprisonné sous son plumage. S'il part d'un support trop proche de la surface, il doit d'abord s'éjecter vers le haut avant de se retourner pour plonger. Mais il peut aussi faire de longues séquences de vol stationnaire avant de plonger. Lorsque sa tentative est récompensée, il se pose et entreprend d'assommer sa proie en la battant sur sa branche par des mouvements de tête alternés, avant de l'avaler, quand il ne va pas la porter à sa compagne (mâle en période nuptiale) ou à ses juvéniles.

### Vol

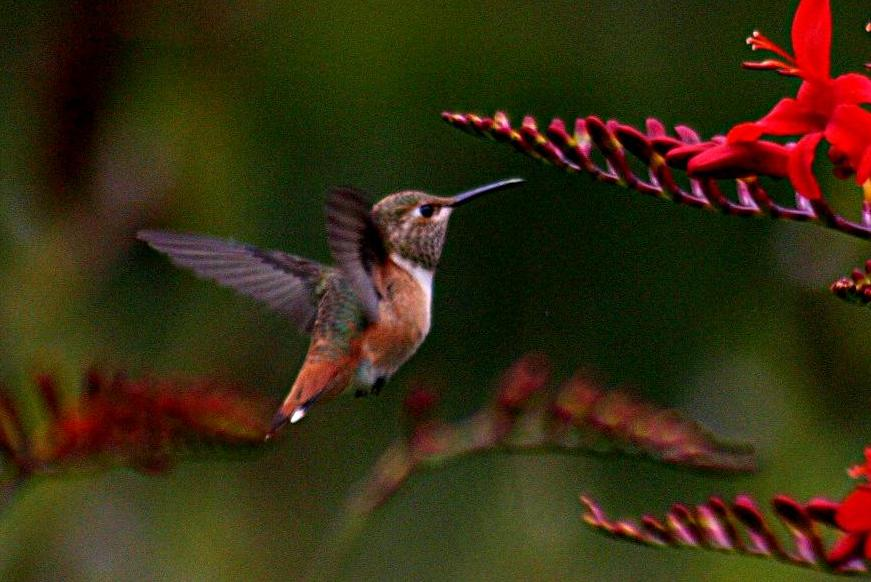
Un oiseau-mouche.

Son vol est caractéristique : il vole à pleine vitesse (jusqu'à 80 km/h) au ras de l'eau pour remonter son territoire, parfois très près des berges et donne ainsi l'impression de tourner très brusquement sur les petits cours d'eau. Il peut aussi voler en stationnaire avant de se poser ou bien en guettant une proie.

### Reproduction
Le couple nicheur est généralement uni pendant toute la période de reproduction. Son habitat se situe alors dans les pentes escarpées et meubles, pentes dans lesquelles il est facile de creuser un terrier pour la nidification. Le mâle creuse un terrier. Ensuite mâle et femelle se séduisent dans une parade amoureuse bruyante, comprenant des poursuites et des offrandes réciproques de poissons. Les deux parents couvent alternativement les œufs puis prennent soin des oisillons pendant quatre semaines. Les jeunes sont rapidement chassés du territoire, quelques jours après leur envol. Les parents peuvent préparer une nouvelle couvée.

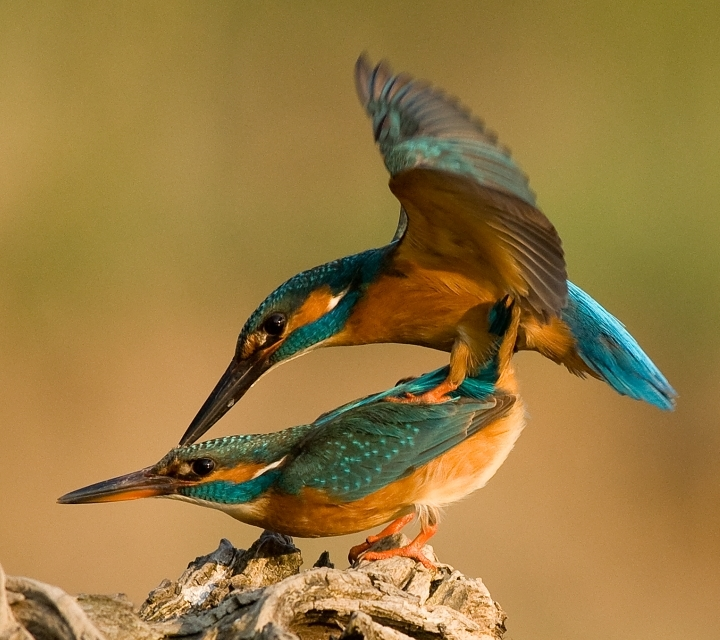
Accouplement.
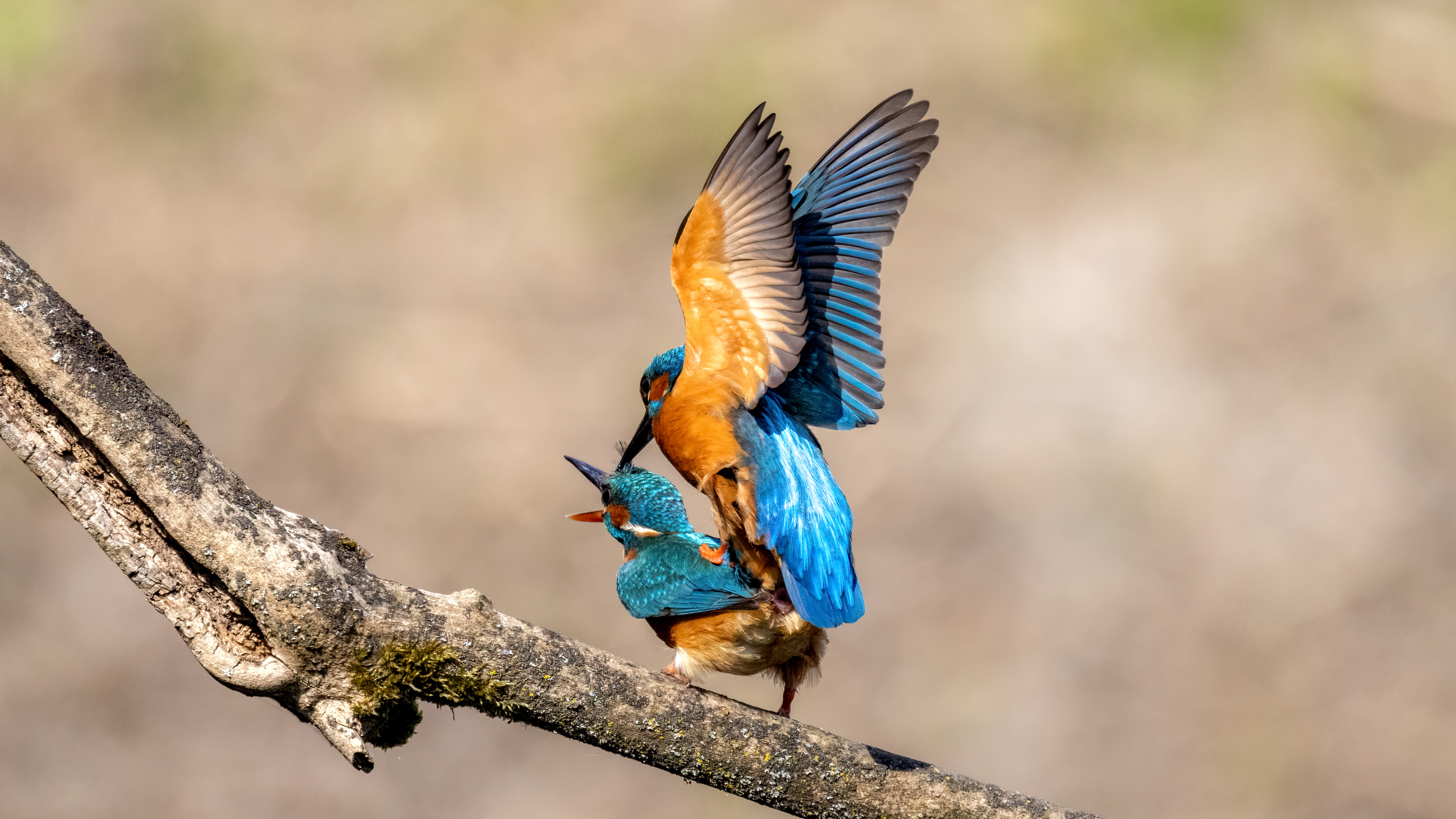
Accouplement.
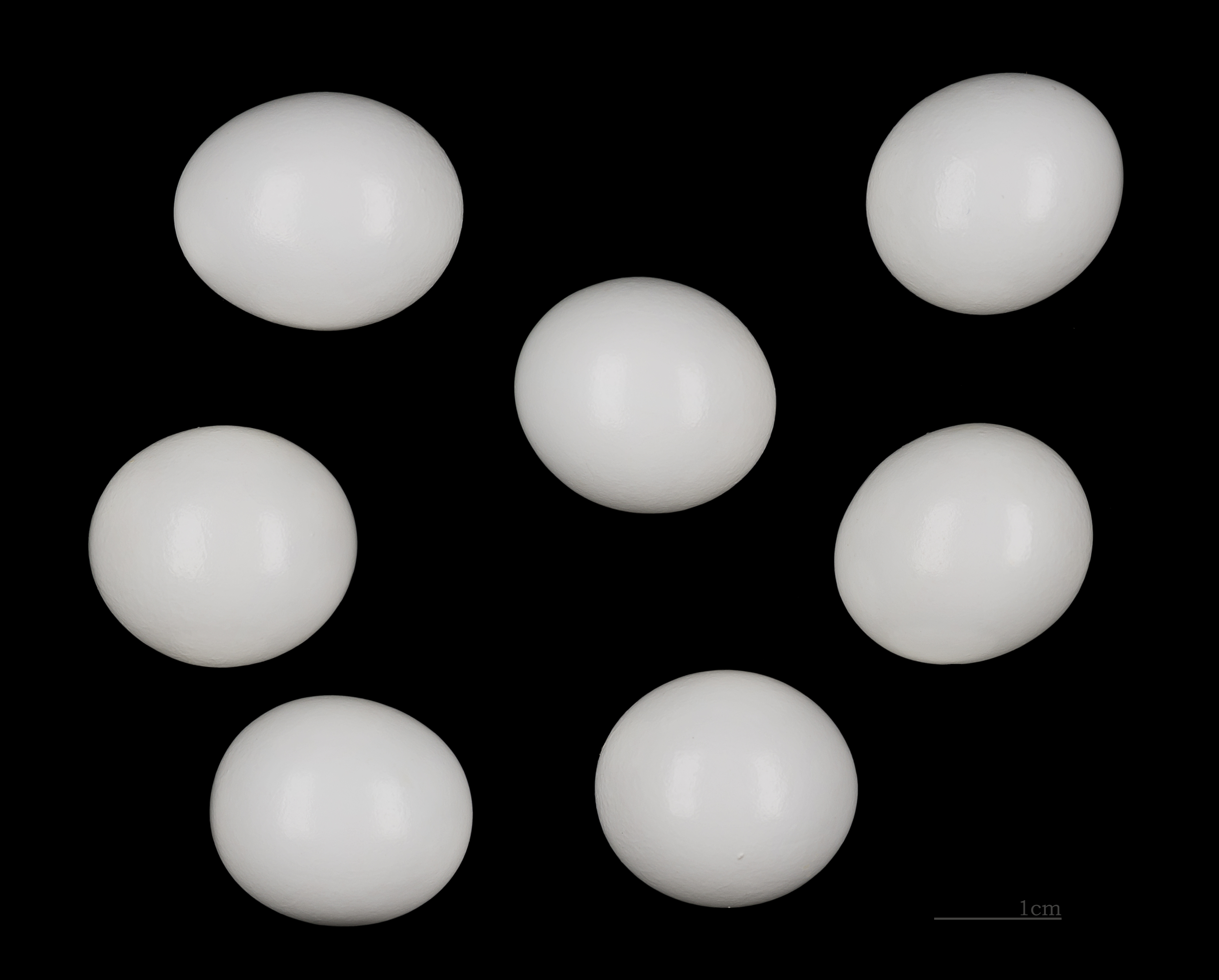
Œufs de Martin-pêcheur d'Europe au muséum de Toulouse.

## Habitat et répartition

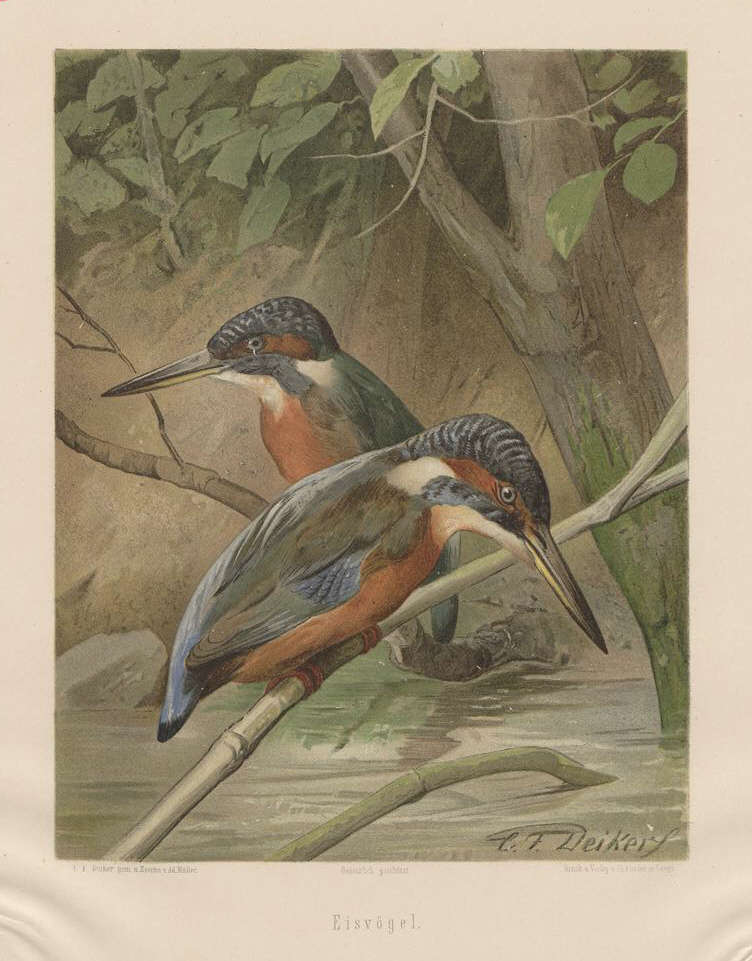
Martins-pêcheurs par Carl Friedrich Deiker (1875).

### Habitat
Il apprécie aussi les falaises calcaires ou sédimentaires, qui se réchauffent facilement au soleil, et les abords des étendues d'eau dans lesquelles il pourra plonger pour attraper sa nourriture. On peut le rencontrer également dans les marais littoraux et dans n'importe quel cours d'eau. Il reste dans son territoire de prédilection tant que les eaux ne sont pas prises par les glaces, car cet oiseau craint les hivers trop rudes, et dans ce cas, il migre vers des régions plus tempérées.

### Répartition
Son aire de distribution est principalement l'Europe (où il est la principale espèce de martins-pêcheurs, et est absent du Nord de la Scandinavie et de la Russie), avec des extensions en Asie (localement au Moyen-Orient et en Asie centrale, et très répandu en Asie du Sud, de l'Est et du Sud-Est, y compris Sakhaline, Japon, Taïwan, Philippines, une grande partie de l'Indonésie, Est de la Nouvelle-Guinée, îles Salomon, et en Afrique du Nord.

### Migration
Il ne migre pas mais redoute les hivers rudes et peut ainsi redescendre dans les estuaires quand l'eau gèle. Les populations du nord asiatique réalisent une migration du fait des températures très basses. Les martins-pêcheurs originaires du nord de l'Europe migrent en France ou dans les pays plus chauds.

## Systématique
L'espèce Alcedo atthis a été décrite par le naturaliste suédois Carl von Linné en 1758 sous le nom initial de Gracula atthis.

### Synonyme
Gracula atthis Linnaeus, 1758 Protonyme.

### Taxonomie
Cet oiseau est représenté par 7 sous-espèces :
- Alcedo atthis atthis (Linnaeus, 1758) ;
- Alcedo atthis bengalensis Gmelin, 1788 ;
- Alcedo atthis floresiana Sharpe, 1892 ;
- Alcedo atthis hispidoides Lesson, 1837 ;
- Alcedo atthis ispida Linnaeus, 1758 ;
- Alcedo atthis salomonensis Rothschild & Hartert, 1905 ;
- Alcedo atthis taprobana O. Kleinschmidt, 1894.

## Le Martin-pêcheur d'Europe et l'Homme

### Nom commun
Le nom français de cet oiseau vient du nom propre Martin (il serait aussi appelé « oiseau de Saint Martin »), et du latin piscator : qui s'adonne à la pêche. La tradition rapporte que saint Martin, voyant l'oiseau se saisir d'une proie, le compara au démon qui se précipite sur une âme, ce qui lui fit porter son nom.
En français classique (XVIe siècle) l'oiseau est appelé Martinet pescheur.

### Menaces
Cette espèce est menacée par la destruction des zones humides et la pollution des eaux de surface.

#### Europe
Cette espèce figure sur la liste rouge de l'UICN Europe où elle est considérée comme vulnérable.

#### France
Cette espèce figure sur la liste rouge de l'UICN France où elle est considérée comme vulnérable.

### Protection
Le Martin-pêcheur d'Europe bénéficie d'une protection totale sur le territoire français depuis l'arrêté ministériel du 17 avril 1981 relatif aux oiseaux protégés sur l'ensemble du territoire. Il est inscrit à l'annexe I de la directive Oiseaux de l'Union européenne.
Il est donc interdit de le détruire, le mutiler, le capturer ou l'enlever, de le perturber intentionnellement ou de le naturaliser, ainsi que de détruire ou enlever les œufs et les nids, et de détruire, altérer ou dégrader son milieu. Qu'il soit vivant ou mort, il est aussi interdit de le transporter, colporter, de l'utiliser, de le détenir, de le vendre ou de l'acheter.

### Culture

#### Timbre poste
Le 16 septembre 1991, l'administration des PTT émet un timbre-poste représentant « Le Martin-Pêcheur ». La dessinatrice du timbre est Huguette Sainson.

## Galerie

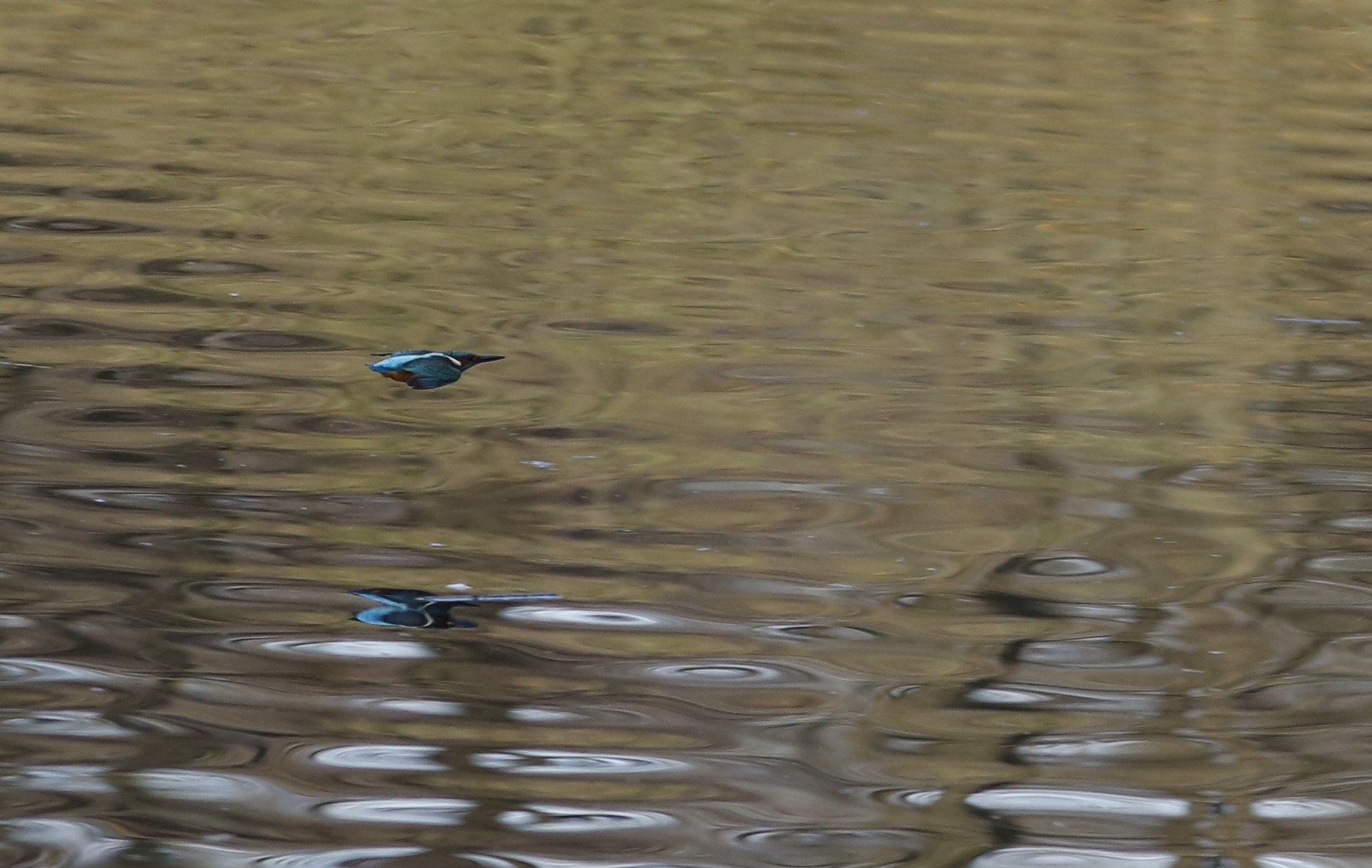
L'oiseau à pleine vitesse au ras de l'eau, ce qui lui vaut le surnom de « flèche bleue ».
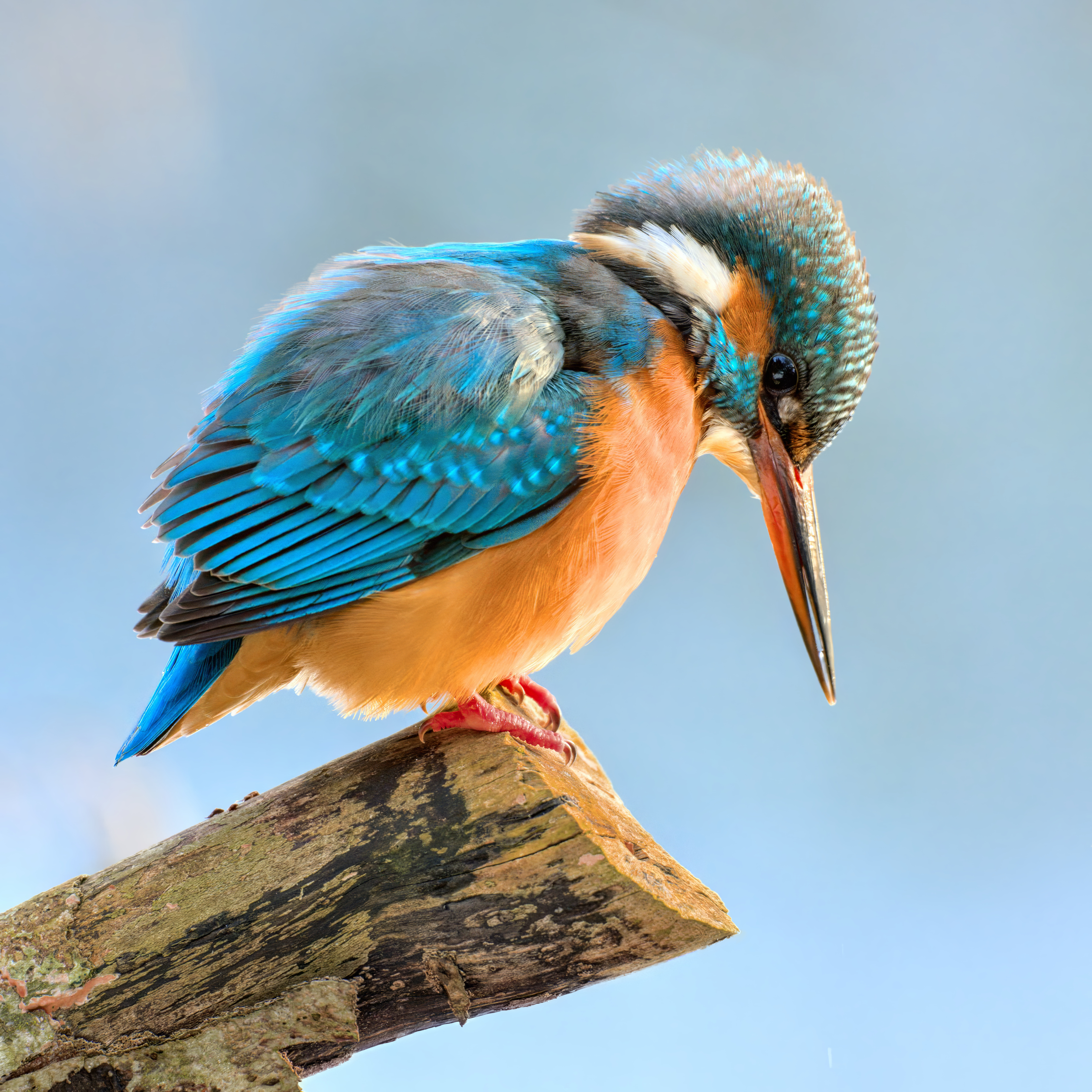
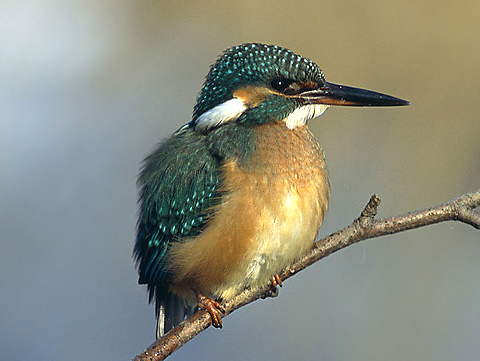
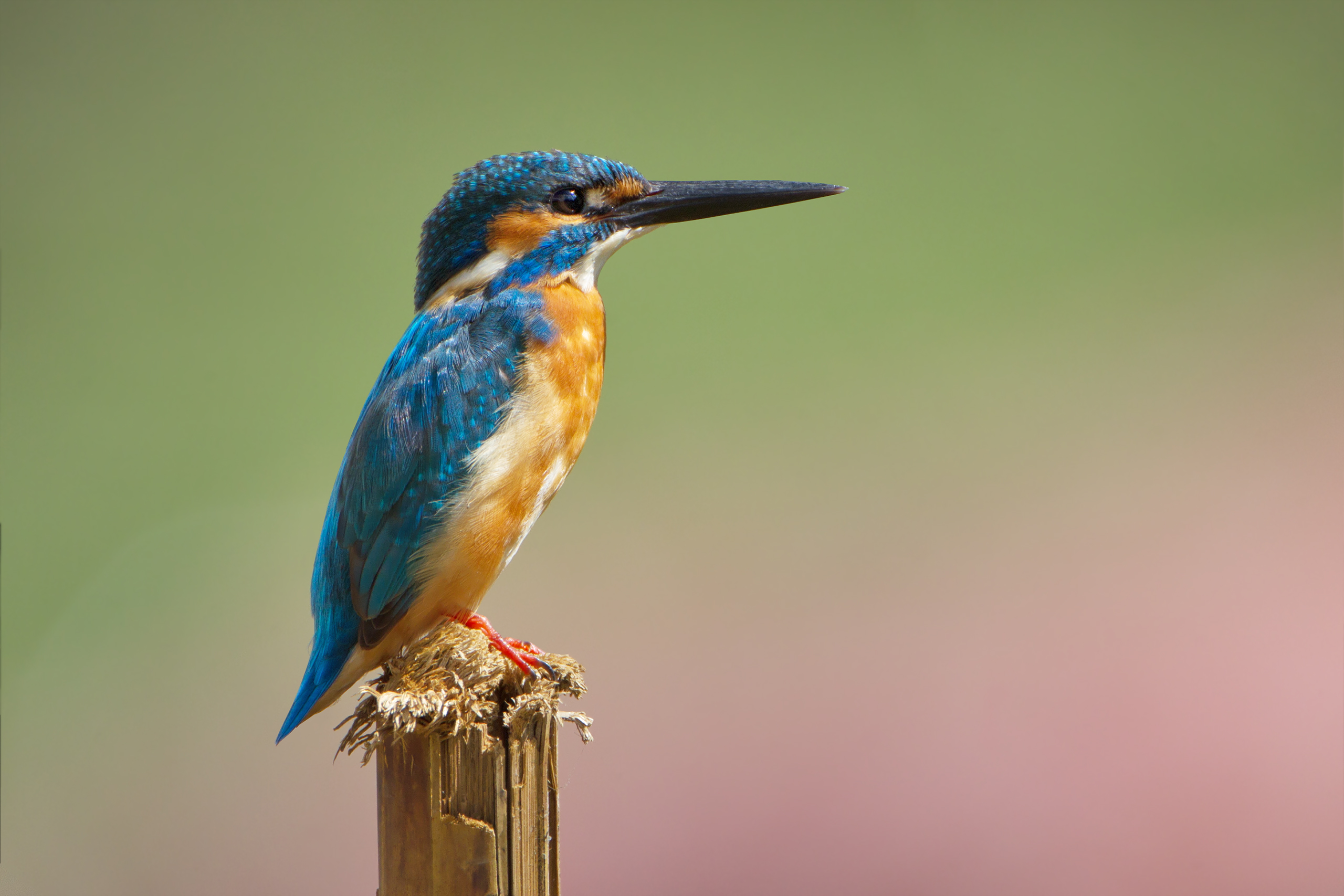
Martin-pêcheur d'Europe, parc national de Khao Yai, Thaïlande.
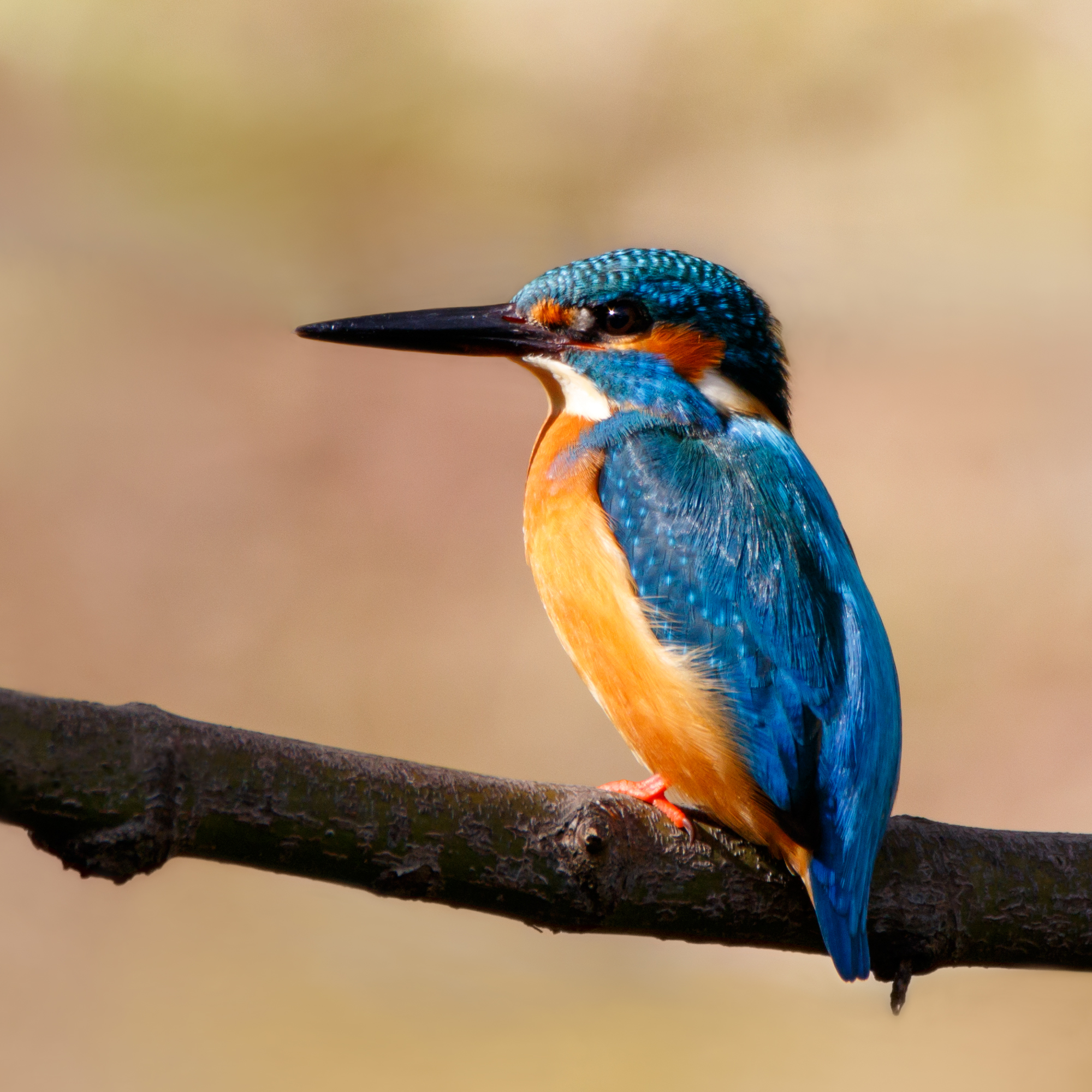
Martin-pêcheur à Osaka.
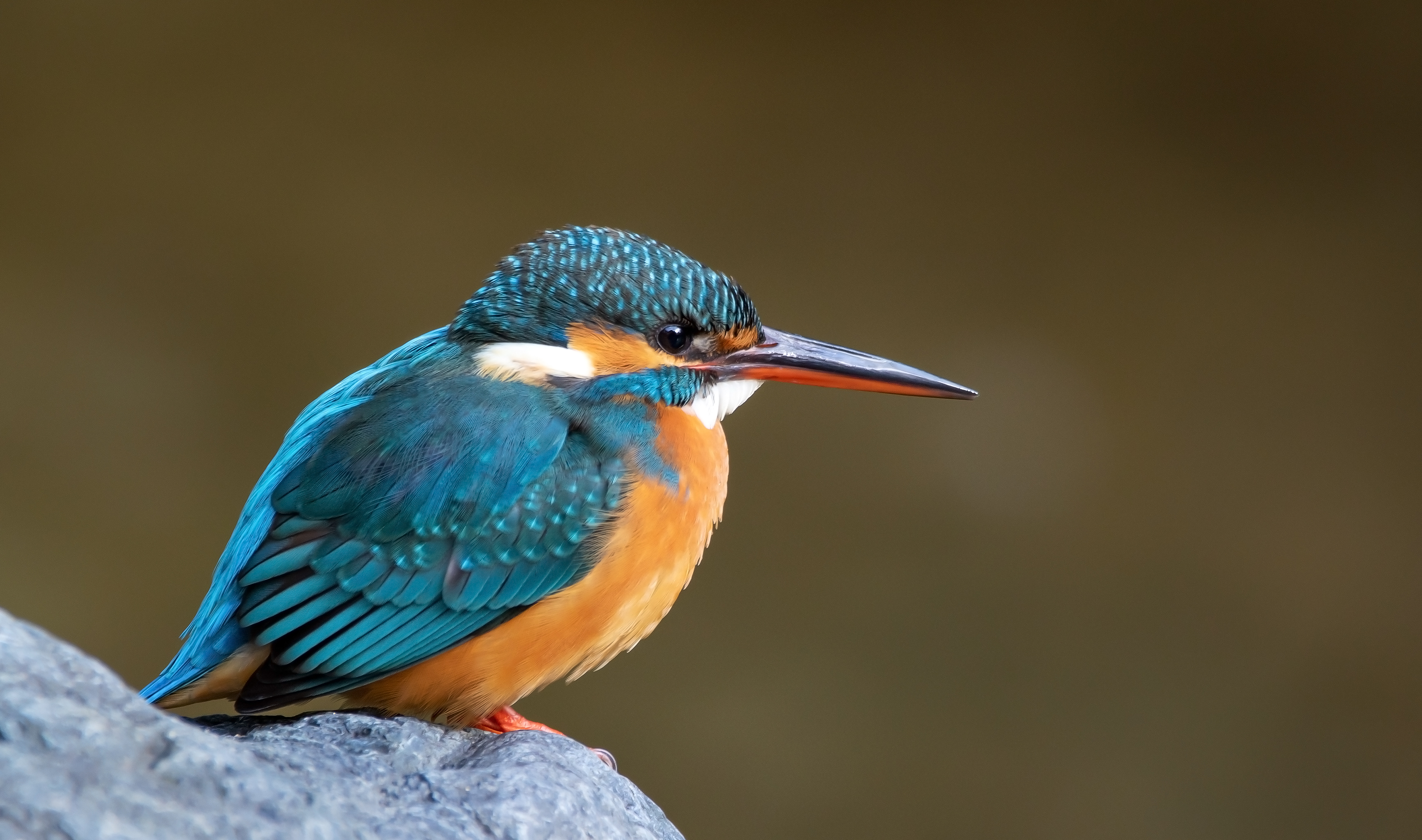
Un martin-pêcheur d'Europe au Japon.